# Bissendorf
Bissendorf (tidligere Bissendorpe) er en kommune med omkring 14.300 indbyggere (2013), beliggende i den centrale del af Landkreis Osnabrück øst for byen Osnabrück, i den tyske delstat Niedersachsen.

## Geografi
Bissendorf ligger i Osnabrücker Land mellem Wiehengebirge og Teutoburger Wald midt i Natur- og Geopark TERRA.vita. Floden Hase dløber gennem kommunen fra øst mod vest.

### Nabokommuner
Kommunen grænser mod nord til Belm og Ostercappeln, mod øst til Bad Essen og Melle, i syd til Hilter am Teutoburger Wald og Georgsmarienhütte og mod vest til den kreisfri by Osnabrück.

### Inddeling
Kommunen Bissendorf består hovedsageligt af de tre byer Bissendorf, Schledehausen und Wissingen. Derudover er der de mindre bebyggelser, såkaldte Bauerschaften
| Astrup          | Bissendorf       | Deitinghausen |
| Eistrup         | Ellerbeck        | Grambergen    |
| Holte-Himbergen | Jeggen           | Linne         |
| Natbergen       | Nemden           | Schledehausen |
| Schelenburg     | Uphausen-Eistrup | Waldmark      |
| Wersche         | Wissingen        | Wulften       |